# ادگار میچل
ادگار دین "اد" میچل (به انگلیسی: Edgar Dean "Ed" Mitchell) (زاده ۱۷ سپتامبر ۱۹۳۰ – درگذشته ۴ فوریهٔ ۲۰۱۶) افسر نیروی دریایی و aviator، خلبان آزمایش، مهندس هوافضا و فضانورد آمریکایی ناسا بود
میچل در روز ۱۷ سپتامبر ۱۹۳۰ در هرفورد، تگزاس به دنیا آمد و در رشته سازمان صنعتی از دانشگاه کارنگی ملون فارغ‌التحصیل شد. وی ششمین انسانی بود که طی مأموریت آپولو ۱۴ بر کره ماه گام نهاد. وی خلبان آپولو ۱۴ بود و عضو تیم سه نفره‌ای بود که در سال ۱۹۷۱ به مأموریت فضایی اعزام شدند. میچل به همراه آلن شپارد، بیش از ۹ ساعت بروی سطح کره ماه راه رفتند و به اندازه‌گیری و نمونه برداری از سطح آن پرداخت.
وی پس از بازگشت از فضا گفت که در لحظاتی احساس خلسه کرده و مشرف به روح خود شده‌است و باعث گرایش میچل به موضوعات ماوراءالطبیعه در دوران بازنشستگی را پدیدآورد. میشل در سال‌های پایانی عمر، وقت خویش را صرف کاوش در فیزیک، ذهن آدمی و پدیده‌های ماوراءطبیعه چون موجودات فضایی کرده بود.
ادگار میچل، در روز ۴ فوریه ۲۰۱۶ در سن ۸۵ سالگی در در یک مرکز بهداشتی-اقامتی در لیک ورث، فلوریدا درگذشت.